# Йохан фон Харф
Йохан фон Харф (на немски: Johann von Harff; † 15 декември 1672) е благородник от род фон Харф, господар на дворец Харф.
Той е син на Даем фон Харф-Драйборн-Хюлс († 1641) и съпругата му Елизабет фон Бинсфелд († 1627), дъщеря на Конрад (Куно, Коин) фон Бинсфелд († 1604) и Мария фон Гертцен-Зинциг, наследничка на Гертцен († 1575). Внук е на Даем фон Харф, цу Драйборн († 1596) и Маргарета фон Елтц, наследничка на Драйборн († 1580). Правнук е на Клайс фон Харф († ок. 1569) и Маргарета фон Мероде († 1585).
През 1585 г. фамилията фон Харф поема владението в Драйборн (в Шлайден) до 1794 г. Фамилията забогатява и през 1650 г. е издигната на фрайхер. Родът фон Харф има гробно място в църквата Св. Йоханес Баптиста в Олеф.
Син му Филип Вилхелм фон Харф († сл. 1696) е издигнат на фрайхер.

## Фамилия
Йохан фон Харф се жени 1630 г. за Мария Катарина фон Метерних († 20 юни 1648), дъщеря на Едмунд фон Метерних, цу Ветелховен, Калденборн († 1617) и Мария Елизабет Принт фон Хорххайм фон ден Брьол. Те имат две деца:
- Мария Маргарета фон Харф († 21 октомври 1689), омъжена 1657 г. за фрайхер Йохан Бертрам ван Неселроде, син на фрайхер Йохан Матиас фон Неселроде († 1670) и Мария Елизабет фон Вилих († 1656)
- Филип Вилхелм фон Харф († сл. 25 юли 1696), издигнат на фрайхер, женен пр. 25 март 1683 г. за	Мария Катарина фон дер Хорст цу Хаус (* ок. 1660; † сл. 8 март 1715); имат един син и две дъщери